# باول سميث (لاعب كرة قدم مواليد 1971)
باول سميث (بالإنجليزية: Paul Smith)‏ هو لاعب كرة قدم بريطاني في مركز الوسط، ولد في 18 سبتمبر 1971 في هام الشرقية في المملكة المتحدة. لعب مع سويندون تاون ونادي بارنت ونادي برينتفورد ونادي توركي يونايتد ونادي دوفر أثليتيك ونادي ساوثيند يونايتد ونادي غيلينغهام ونادي مارغيت ونادي والسول.

## وصلات خارجية
- بول سميث على موقع قاعدة بيانات كرة القدم.إي يو (الإنجليزية)
- بول سميث على موقع Soccerbase.com (لاعب) (الإنجليزية)